# بودانف

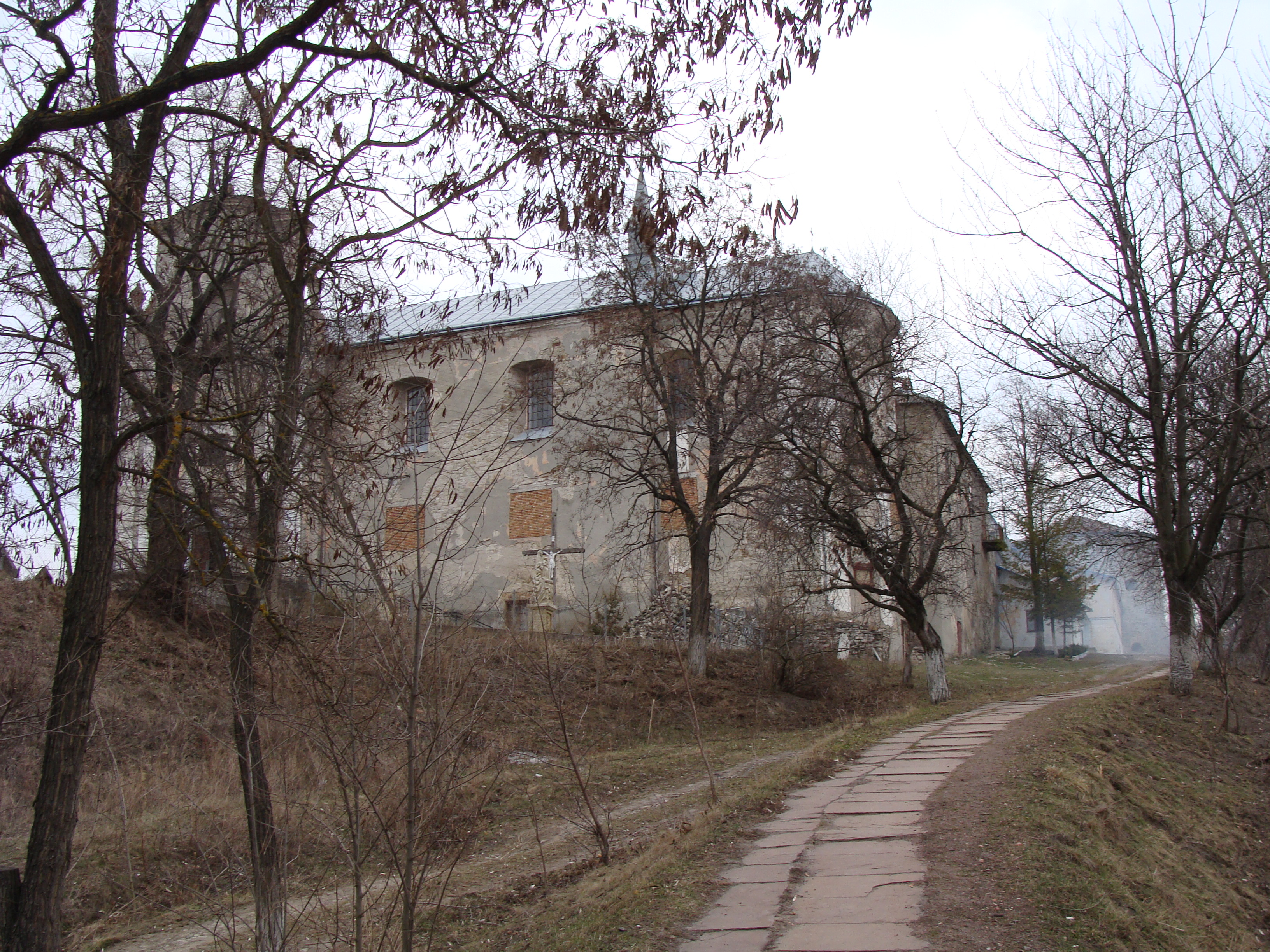
نمایی از کلیسای روستای بودانف در غرب اکراین - ۲۰۱۲

بودانف (اوکراینی: Буданів) یا بودزانف (لهستانی: Budzanów) روستایی واقع در غرب اکراین است که در استان ترنوپیل و نزدیکی تربوفلیا قرار دارد. جمعیت روستا ۱۶۳۴ نفر (سال ۲۰۰۵) بوده و پیش از جنگ جهانی دوم بخشی از جمهوری دوم لهستان به‌شمار می‌رفته است.

## افراد مشهور
- لی استراسبرگ